# Чачуанг, Диандра
Диандра Чачуанг (фр. Diandra Tchatchouang; род. 14 июня 1991 года в Вильпенте, Сен-Сен-Дени, Иль-де-Франс, Франция) — французская профессиональная баскетболистка, выступающая за французскую команду «БЛМА Лат-Монпелье» и национальную сборную Франции, в составе которой стала серебряным призёром чемпионата Европы 2013 года во Франции, 2015 года в Венгрии и Румынии и 2017 года в Чехии. Играет на позиции лёгкого форварда.

## Биография
Диандра Чачуанг, имеющая камерунские корни, карьеру баскетболистки начала в баскетбольной школе Ла-Курнёва, затем в 13 лет она переезжает в Париж и начинает выступать за парижский Центр подготовки баскетболистов, откуда она стала постоянно привлекаться в состав национальной сборной различных возрастов. В первом же турнире (чемпионат Европы среди кадеток) Диандра завоёвывает «серебряную» медаль, на тот момент ей исполнилось 14 лет и она была самой младшей в команде. Через два года кадетская сборная становится чемпионом Европы, а Диандру признали MVP турнира.
2013 год для баскетболистки становиться самым запоминающимся, 15 апреля 2013 года Диандра была задрафтована клубом ВНБА. «Сан-Антонио Силвер Старз» выбрал 21-у летнюю француженку под общим 20 номером. Подписан контракт с «грандом» французского баскетбола «Бурж Баскет». Летом Чачуанг дебютирует в «первой» сборной на «домашнем» чемпионате Европы, где завоёвывает «серебряную» медаль. На чемпионате мира — 2014 в Турции Диандра была самой юной в команде, но несмотря на это, она участвовала во всех играх (7), набирая в среднем 7,4 очка, а также имела лучший командный показатель по перехватам (1,4).

## Достижения
- Серебряный призёр чемпионата Европы: 2013, 2015 и 2017
- Чемпион Европы среди кадеток: 2007
- Серебряный призёр Европы среди кадеток: 2005
- Чемпионка первенства Франции: 2015, 2018
- Серебряный призёр чемпионата Франции: 2012, 2014